# Чироколо (Тренто)
Чироколо је насеље у Италији у округу Тренто, региону Трентино-Јужни Тирол.
Према процени из 2011. у насељу је живело 14 становника. Насеље се налази на надморској висини од 691 м.